# Aviron aux Jeux de l'Empire britannique de 1950
Navigation
Édition 1938 Édition 1954
Aux Jeux de l'Empire britannique de 1950, la compétition d'aviron comportait cinq épreuves réservées aux hommes. Les épreuves ont eu lieu au lac Karapiro, à 160 kilomètres (99 mi) au sud d'Auckland. Trois trains spéciaux transportèrent 1 500 personnes à Cambridge le 7 février 1950. L'Australie a été la meilleure nation avec quatre médailles d'or, devant la Nouvelle-Zélande avec une seule médaille d'or.

## Podiums
| Epreuve           | Or | Or     | Argent | Argent | Bronze | Bronze       |
| ----------------- | --- | ------ | --- | ------ | --- | ------------ |
| Skiff             | Mervyn Wood (AUS) | 7:46.8 | Tony Rowe (ENG) | 7:54.0 | Ian Stephen (SAF) | 8:04.0       |
| Deux de couple    | Mervyn Wood et Murray Riley (AUS)                                                                                                 | 7:22   | Joe Schneider et Des Simonson (NZL) | 7:32   | Ken Tinegate et Jack Brown (ENG) | 7:39         |
| Deux sans barreur | Wal Lambert et Jack Webster (AUS)                                                                                                 | 7:58   | David Gould et Humphrey Gould (NZL) | 8:10   | non attribué | non attribué |
| Quatre barré      | Nouvelle-Zélande Ted Johnson John O'Brien Bill James Bill Carroll Colin Johnstone                                                 | 7:17.2 | Australie Leslie Montgomery Erwin Elder Cecil Winkworth Kenneth Gee Kevin Fox                                                            | 7:24.0 | non attribué | non attribué |
| Huit              | Australie Alan Brown Bruce Goswell Edward Pain Eric Longley James Barnes Peter Holmes a Court Phil Cayser Bob Tinning Ross Selman | 6:27   | Nouvelle-Zélande Bruce Culpan Donald Adam Don Rowlands Edwin Smith Grahame Jarratt Kerry Ashby Murray Ashby Thomas Engel William Tinnock | 6:27.5 | Angleterre Tony Butcher Hank Rushmere Michael Lapage Patrick Bradley Peter de Giles Peter Kirkpatrick Dickie Burnell William Windham Jack Dearlove | 6:40         |

### Tableau des médailles
| Place | Pays             | Médaille d'or | Médaille d'argent | Médaille de bronze | Total |
| ----- | ---------------- | ------------- | ----------------- | ------------------ | ----- |
| 1.    | Australie        | 4             | 1                 | 0                  | 5     |
| 2.    | Nouvelle-Zélande | 1             | 3                 | 0                  | 4     |
| 3.    | Angleterre       | 0             | 1                 | 2                  | 3     |
| 4.    | Afrique du Sud   | 0             | 0                 | 1                  | 1     |